# Gelence

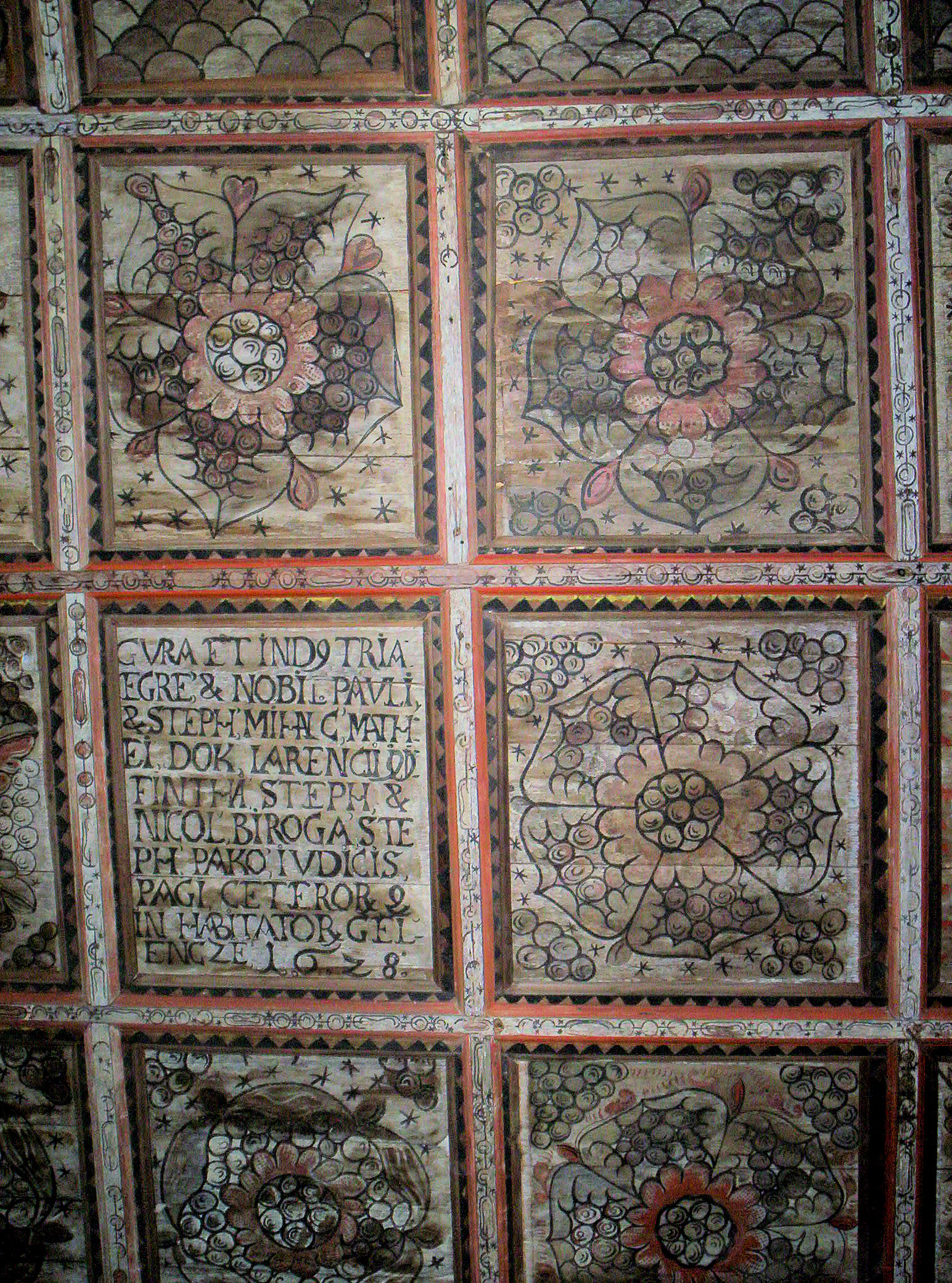
A Szent Imre-templom kazettás mennyezete

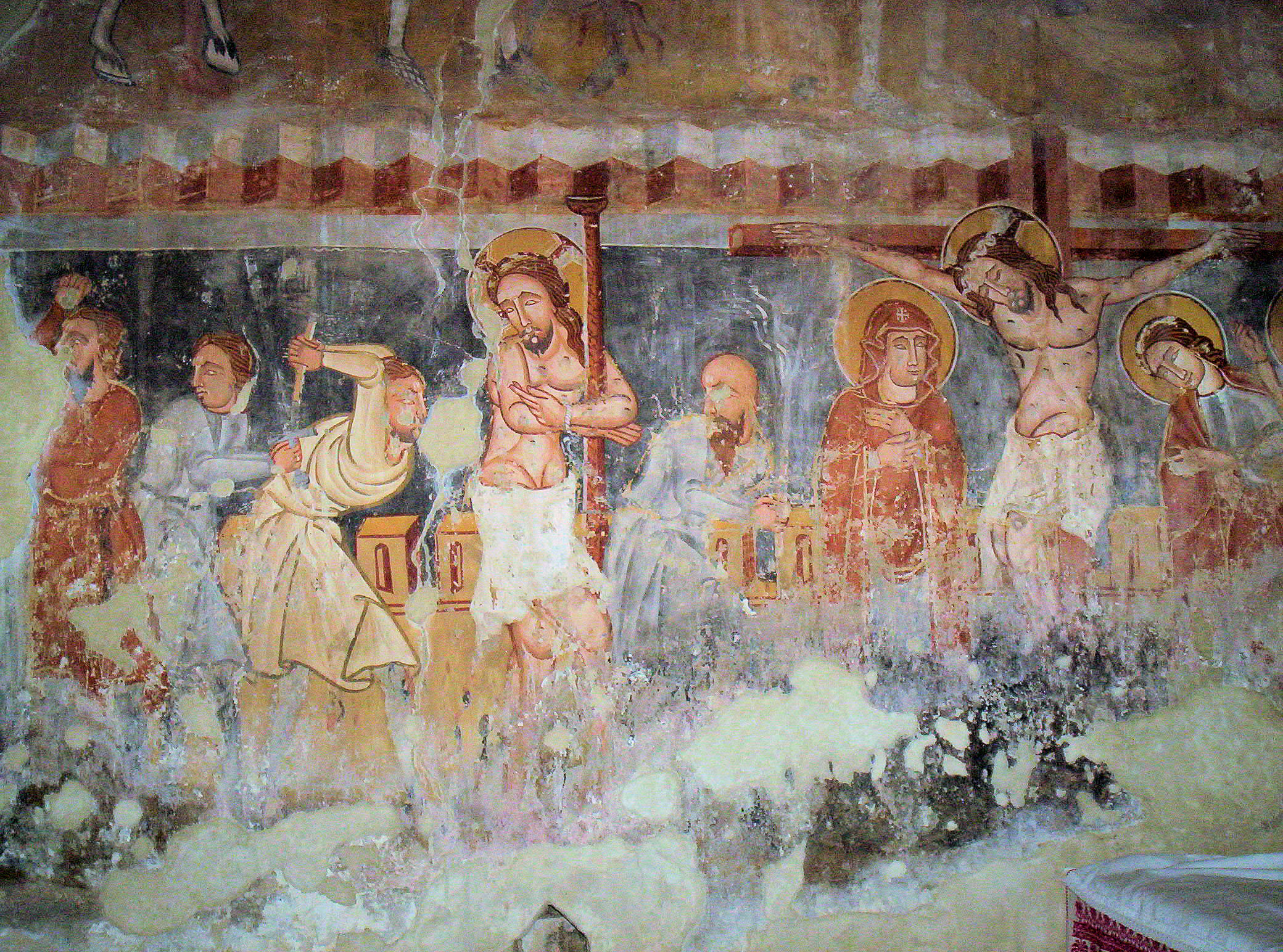
Freskó a Szent Imre-templomban

Gelence (románul Ghelința, szászul Gälänz) falu Romániában Kovászna megyében. Négy székely falu, Alszeg, Felszeg, Szaladár és Ladia nevű részekből áll, eredetileg Szaladár és Ladia összeolvadásából keletkezett. Az alig 262 lelket számláló Haraly közigazgatásilag hozzá tartozik.

## Fekvése
Kézdivásárhelytől 12 km-re délkeletre a Gelencei-patak völgyében fekszik.

## Nevének eredete
Neve a szláv gol (= üres, puszta) melléknév többesszámú golinci alakjából származhat, de lehet a szláv glina (= agyag) főnév glinica alakváltozatából is.
Egy másik magyarázat szerint a gerinc (hegygerinc) szóból eredhet.

## Története
Területe ősidők óta lakott. Határában több ezer éves kultúrák nyomai kerültek elő.
A középkori települést orbai székelyek alapították. Nevét először  1499-ben VI. Sándor pápa bullája említette, amely jóváhagyta, és megerősítette Péter, Lőrinc fia és Imre, Kolos fia laikusok kegyúri jogát – melyet azelőtt is gyakoroltak – az Orbai székben lévő Szent Imre Egyház Szűz Mária oltáránál.
Temploma a 13. században épült. Később 1536-ban említették ismét, 1538-ban, pedig Gelenche néven került említésre.
1567-ben a székelyföldi helységek adóösszeírásában szerepelt Gelence neve, hatvanegy kapuval, ekkor Háromszék egyik legnagyobb településének számított.
1910-ben 3663 lakosából 3357 magyar, 93 román, 44 német, 38 szlovák. A trianoni békeszerződésig Háromszék vármegye Kézdi járásához tartozott.
Az első világháborúban a román betörésnek már az első napján, 1916. augusztus 27-én elérték a támadó román csapatok Gelencét. A falu székely lakossága fegyvert fogott, de a túlerőben lévő román hadsereg lemészárolta őket. [Pilisi Lajos: A megrohant és felszabadított Erdély - Athenaeum, Budapest 1916 (eredeti kiadás) / Auktor Könyvkiadó, Budapest 2005 ISBN 963-7780-96-3]
A gelencei római katolikus  Domus História szerint nem támadták meg a román csapatokat a falubeliek. Pilisi állítása téves. „Augusztus 28-án, a betörés napján Ojczinger János telepi munkást, aki éppen a hegyoldalon a legelőre terelte a kecskéit, s aki süketsége miatt nem hallotta meg a rákiáltó katonát, ennek golyója megölte” – írja Ft. Sólyom Géza gelencei plébános, aki 1900 és 1936 között szolgált Gelencén. Ez az egy halott volt a betöréskor.[forrás?]
1992-ben 4380 lakosából 4320 magyar, 58 román és 2 német volt.

## Mikes család
A zabolai gróf Mikes család ipari méretű európai viszonylatban is jelentős fűrésztelepet működtetett (Zernye, Putna, Zabola, Bereck, Sepsibükszád). A kötélpályás (20 km), vízi-, illetve úszócsatornás szállítás mellett a gelencei üzemtől a Brassó–Háromszéki vasúttal való találkozásig.
1905-ben gróf Mikes Ármin  17 km hosszúságú erdei vasutat épített amelyet összekötött a zabolai vasútállomással (Eva Major).

## Egyházi élet
Gelence lakossága az évszázadok folyamán mindvégig katolikus maradt. Lakosai fontos szerepet töltöttek be a háromszéki esperességben, esperesei 1628–1648-ig folyamatosan gelencei plébánosok voltak, ez a 17.-18. század folyamán többször is megismétlődött.
A 17. század első felében Tholdalagi Mihály játszott jelentős szerepet az egyházközség életében, valamint a felszegi templom kazettáihoz nyújtott támogatásban. Tholdalagi Mihály Bethlen Gábor és I. Rákóczi György legtekintélyesebb diplomatája, Háromszék, majd Udvarhelyszék főkapitánya és a mikházi ferences kolostor alapítója volt. Neje, Mihálcz Erzsébet, a gelencei nemes, Mihálcz Miklós leánya volt.
A lakosságot az idők folyamán több pestisjárvány tizedelte, melyek közül a legsúlyosabb az 1747-es volt, melynek emlékét a műemléktemplom déli bejárata előtt elhelyezett faragott kőoszlop, az ún. "pestis-kereszt" őrzi.

## Nevezetességek
- Szent Imre herceg tiszteletére szentelt római katolikus temploma 1245 körül épült a 15. században és a 16. század elején gótikus stílusban átalakították, kazettás mennyezete 1628-ban készült. Lőréses erődfal övezi. Az 1802-es földrengés súlyosan megrongálta, 1858-ban be kellett zárni. Tetejét 1913-ban javították, majd 1932-ben teljesen helyreállították. A templomot 1330 körül készült híres falfestmények díszítik.

- Tőle 500 m-re északra a hegyoldalon kis vaskori erőd romjai állnak.
- A templomtól délre fekvő Cserei-kertben is jelentős épületromok vannak.
- Az alszegi római katolikus templom 1898 és 1903 között épült, szintén Szent Imre tiszteletére.
- Ortodox fatemploma 1880-ban épült, eredetileg görögkatolikus templom volt, 1944-óta az ortodoxok használják.
- Tőle 500 m-re északra láthatók az egykori Basa-kúria romjai.
- Szaladár nevű falurészén is láthatók egy régi kúria romjai.
- A két Gelence-patak összefolyása feletti Nagy-Vártető nevű csúcson hajdani vár csekély nyomai láthatók, mely a török ellen a lakosság menedéke volt.
- A túloldali szomszédos Kis-Vártető csúcson szintén vár állott egykor, ennek ma nyoma sincs.
- Határában emelkedik Kovászna megye legmagasabb csúcsa, az 1777 m magas Lakóca.
- Márton Áron püspök egész alakos bronzszobra, 2006-ban készült el.
- Fekete János mártír főesperes-plébános egész alakos bronzszobra 2007-ben készült el.
- Szent Imre mellszobra - gelencei és anyaországi adományokból - 2008-ban a templom előtti téren állították fel.

## Képgaléria
- Képek Gelencéről a www.erdely-szep.hu honlapon
- 360° panorámaképek a gelencei Szent Imre templomról [2]

## Híres emberek
- Itt született 1854-ben Jancsó Benedek történész, publicista, az MTA levelező tagja († 1930).
- Itt született 1938-ban Nagy Erzsébet szül. Kozma  Erzsébet óvó- és tanítónő, tankönyvíró.
- Itt született 1940-ben Márton László gépészmérnök, műszaki szakíró.
- Itt született Kerekes László, a Gyulafehérvári Egyházmegye segédpüspöke[3]

## Testvértelepülések
- Nagybánhegyes
- Dunaszentgyörgy[4]
- Várvölgy[5]
- Encs